# 1998年ドイツグランプリ
1998年ドイツグランプリ（Grosser Mobil 1 Preis von Deutschland）は、1998年のF1世界選手権第11戦として8月2日にホッケンハイムリンクで開催された。マクラーレン-メルセデスのミカ・ハッキネンが優勝した。

## 予選
ミカ・ハッキネンがポールポジションを獲得、チームメイトのデビッド・クルサード2位に入った。ホイールベースを延長したウィリアムズをドライブするジャック・ヴィルヌーヴが3位となった。4位はラルフ・シューマッハ。
選手権をハッキネンと争うミハエル・シューマッハは、プラクティスの間中トラブルに悩まされ、9位で予選を通過した。このGPでフェラーリはホイールベースを延長したシャシーを投入し、シューマッハは金曜のプラクティスセッションでそのシャシーで走行したが、結局は諦めることとなった。古いシャシーを使った土曜の第1プラクティスで彼はスピンし、その後は第2プラクティスの間エンジンの不調に苦しめられた。

## レース概要
決勝はマクラーレンが支配し、始めから終わりまで1位、2位を走行、ピットストップもそれぞれ1度のみであった。ラルフ・シューマッハは燃料を軽くし、2ストップ戦略を採ったが、レース序盤はマクラーレンを脅かすことのできる唯一のドライバーであった。彼はマクラーレンに続いて走行したが、追い越すことはできなかった。
ヴィルヌーヴはシューマッハが最初のピットストップをしたときに3位に浮上し、そのままゴールした。レース終盤にヴィルヌーヴはマクラーレンを捉えた。ハッキネンはピットストップで十分な燃料を持たず、燃料消費を抑えるため減速しなければならなかった。
デイモン・ヒルは1ストップ戦略を採ったが、4位に入賞しシーズン初のポイントを獲得した。ミハエルが5位、ラルフが6位に入賞した。

## 結果

### 予選
| 順位 | No | ドライバー                       | コンストラクター          | タイム   | 差     |
| ---- | -- | -------------------------------- | ------------------------- | -------- | ------ |
| 1    | 8  | ミカ・ハッキネン                 | マクラーレン-メルセデス   | 1:41.838 | —      |
| 2    | 7  | デビッド・クルサード             | マクラーレン-メルセデス   | 1:42.347 | +0.509 |
| 3    | 1  | ジャック・ヴィルヌーヴ           | ウィリアムズ-メカクローム | 1:42.365 | +0.527 |
| 4    | 10 | ラルフ・シューマッハ             | ジョーダン-無限ホンダ     | 1:42.994 | +1.156 |
| 5    | 9  | デイモン・ヒル                   | ジョーダン-無限ホンダ     | 1:43.183 | +1.345 |
| 6    | 4  | エディ・アーバイン               | フェラーリ                | 1:43.270 | +1.432 |
| 7    | 6  | アレクサンダー・ヴルツ           | ベネトン-プレイライフ     | 1:43.341 | +1.503 |
| 8    | 5  | ジャンカルロ・フィジケラ         | ベネトン-プレイライフ     | 1:43.369 | +1.531 |
| 9    | 3  | ミハエル・シューマッハ           | フェラーリ                | 1:43.459 | +1.621 |
| 10   | 2  | ハインツ＝ハラルド・フレンツェン | ウィリアムズ-メカクローム | 1:43.467 | +1.629 |
| 11   | 14 | ジャン・アレジ                   | ザウバー-ペトロナス       | 1:43.663 | +1.825 |
| 12   | 15 | ジョニー・ハーバート             | ザウバー-ペトロナス       | 1:44.599 | +2.761 |
| 13   | 16 | ルーベンス・バリチェロ           | スチュワート-フォード     | 1.44.776 | +2.938 |
| 14   | 12 | ヤルノ・トゥルーリ               | プロスト-プジョー         | 1:44.844 | +3.006 |
| 15   | 21 | 高木虎之介                       | ティレル-フォード         | 1:44.961 | +3.123 |
| 16   | 11 | オリビエ・パニス                 | プロスト-プジョー         | 1:45.197 | +3.359 |
| 17   | 17 | ミカ・サロ                       | アロウズ                  | 1:45.276 | +3.438 |
| 18   | 16 | ペドロ・ディニス                 | アロウズ                  | 1:45.588 | +3.750 |
| 19   | 19 | ヨス・フェルスタッペン           | スチュワート-フォード     | 1:45.623 | +3.785 |
| 20   | 22 | 中野信治                         | ミナルディ-フォード       | 1:46.713 | +4.875 |
| 21   | 23 | エステバン・トゥエロ             | ミナルディ-フォード       | 1:47:265 | +5.427 |

- リカルド・ロセットはフリープラクティスでクラッシュし、チームは彼を撤退させた。

### 決勝
| 順位     | No | ドライバー                       | コンストラクター          | 周回 | タイム       | グリッド | ポイント |
| -------- | -- | -------------------------------- | ------------------------- | ---- | ------------ | -------- | -------- |
| 1        | 8  | ミカ・ハッキネン                 | マクラーレン-メルセデス   | 45   | 1:20:48.0    | 1        | 10       |
| 2        | 7  | デビッド・クルサード             | マクラーレン-メルセデスy  | 45   | +0.426       | 2        | 6        |
| 3        | 1  | ジャック・ヴィルヌーヴ           | ウィリアムズ-メカクローム | 45   | +2.577       | 3        | 4        |
| 4        | 9  | デイモン・ヒル                   | ジョーダン-無限ホンダ     | 45   | +7.185       | 5        | 3        |
| 5        | 3  | ミハエル・シューマッハ           | フェラーリ                | 45   | +12.613      | 9        | 2        |
| 6        | 10 | ラルフ・シューマッハ             | ジョーダン-無限ホンダ     | 45   | +29.738      | 4        | 1        |
| 7        | 5  | ジャンカルロ・フィジケラ         | ベネトン-プレイライフ     | 45   | +31.026      | 8        |          |
| 8        | 4  | エディ・アーバイン               | フェラーリ                | 45   | +31.649      | 6        |          |
| 9        | 2  | ハインツ＝ハラルド・フレンツェン | ウィリアムズ-メカクローム | 45   | +32.784      | 10       |          |
| 10       | 14 | ジャン・アレジ                   | ザウバー-ペトロナス       | 45   | +48.371      | 11       |          |
| 11       | 6  | アレクサンダー・ヴルツ           | ベネトン-プレイライフ     | 45   | +57.994      | 7        |          |
| 12       | 12 | ヤルノ・トゥルーリ               | プロスト-プジョー         | 44   | +1 lap       | 14       |          |
| 13       | 21 | 高木虎之介                       | ティレル-フォード         | 44   | +1 lap       | 15       |          |
| 14       | 17 | ミカ・サロ                       | アロウズ                  | 44   | +1 lap       | 17       |          |
| 15       | 11 | オリビエ・パニス                 | プロスト-プジョー         | 44   | +1 lap       | 16       |          |
| 16       | 23 | エステバン・トゥエロ             | ミナルディ-フォード       | 43   | +2 laps      | 21       |          |
| リタイア | 15 | ジョニー・ハーバート             | ザウバー-ペトロナス       | 37   | ギアボックス | 12       |          |
| リタイア | 22 | 中野信治                         | ミナルディ-フォード       | 36   | ギアボックス | 20       |          |
| リタイア | 18 | ルーベンス・バリチェロ           | スチュワート-フォード     | 27   | ギアボックス | 13       |          |
| リタイア | 19 | ヨス・フェルスタッペン           | スチュワート-フォード     | 24   | ギアボックス | 19       |          |
| リタイア | 16 | ペドロ・ディニス                 | アロウズ                  | 2    | スロットル   | 18       |          |

## 第11戦終了時点でのランキング
| 順位 | ドライバー             | ポイント |
| ---- | ---------------------- | -------- |
| 1    | ミカ・ハッキネン       | 76       |
| 2    | ミハエル・シューマッハ | 60       |
| 3    | デビッド・クルサード   | 42       |
| 4    | エディ・アーバイン     | 32       |
| 5    | アレクサンダー・ヴルツ | 17       |

| 順位 | コンストラクター          | ポイント |
| ---- | ------------------------- | -------- |
| 1    | マクラーレン-メルセデス   | 118      |
| 2    | フェラーリ                | 92       |
| 3    | ベネトン-プレイライフ     | 32       |
| 4    | ウィリアムズ-メカクローム | 24       |
| 5    | ジョーダン-無限ホンダ     | 7        |

- 注：ドライバー、コンストラクター共にトップ5のみ表示。

## 参照
| 前戦 1998年オーストリアグランプリ | FIA F1世界選手権 1998年シーズン | 次戦 1998年ハンガリーグランプリ |
| 前回開催 1997年ドイツグランプリ   | ドイツグランプリ                | 次回開催 1999年ドイツグランプリ |